# 尉仇台
尉仇台（いきゅうだい、生没年不詳）は、夫余王。夫余は、もと玄菟郡に所属していたが、公孫度が、海東に勢力をふるうようになり、その支配下に置かれるようになった。公孫度は、尉仇台に宗女（公孫度の娘とも妹ともいう）を嫁わせて、鮮卑・高句麗などを牽制させようとした。一方、尉仇台も公孫度の宗女と結婚することで、公孫氏との血縁関係を強化した。死後、息子の簡位居が王位を継承した。

## 概要
尉仇台は、周辺諸族の高句麗と鮮卑に圧迫されたため、遼東に勢力を振るった公孫度の宗女を妻として迎え、公孫氏との絆を強化することで、夫余の安全を図った。夫余王の尉仇台と遼東太守の公孫度の宗女との結婚を通じて結ばれた同盟を「結婚同盟」と呼ぶ。後漢末期の混乱のなかで、公孫度は遼東侯・平州牧を自称し、遼東一帯に大勢力を形成した。公孫度は、遼東の中国人社会を掌握し、高句麗や烏桓などの周辺諸族を攻撃したが、高句麗や烏桓などの周辺諸族を支配するうえで障害となったのは、高句麗と鮮卑である。一方、夫余は高句麗の脅威にさらされていた。このことから、尉仇台と公孫度は互いの利害が一致し、同盟関係を結ぶことになった。この同盟締結は高句麗の国力増長による波及的効果でもある。
『三国志』にも公孫度が遼東に独自の勢力を形成した時（190年から204年）に、公孫度の宗女と結婚し、結婚同盟を結んだ夫余王尉仇台の名前がでてくる。

## 出自
中国史料『北史』『隋書』『梁書』『冊府元亀』は百済の始祖を仇台と記録している。仇台は尉仇台と類似した人名であるため、仇台と尉仇台の関連性を指摘する見解がある。

## 夫余と百済の関係
正始年間、魏の毌丘倹は、高句麗を討って、玄菟大守を派遣して、夫余に至った。以後、夫余は中国王朝の支配下に入った。この夫余は、のちの百済の建国に関わりがあるとされる。百済の温祚は、夫余を姓とし、その王都も夫余と称している。かつて中国の東北地区にいた夫余が南下して、朝鮮半島の南西部に王朝を開いたことはおおよそ想像できるが、依拠する文献によって異同があり、いちがいには説明できない。『三国史記』によると、百済の始祖の温祚王の父は、鄒牟あるいは朱蒙という。朱蒙は、北夫余から逃れてきて、その土地の夫余王に非凡な才能を見込まれ、その王女を嫁わされ即位し、沸流・温祚という二王子が生まれるが、かつて朱蒙が、北夫余にいたころ先妻の生ませた太子が現れたため、二人の王子は身の危険を察して、国を脱出して十人の臣下を連れて、南へ向かった。やがて、漢山に至り、負児嶽に登り、都すべき土地を探そうとし、兄の沸流は海辺に留まるが、十人の臣下は諌めて、都を定めるべきだと進言したが、沸流は承知せずに、弥鄒忽という場所へ行った。そこで、弟の温祚が慰礼城に即位して、百済を建国した。負児嶽・弥鄒忽などの地名を現在の地名に比定するのは難しいが、朝鮮半島を縦断する夫余の南下を示す記録ではある。慰礼城が、大韓民国ソウル漢江の南の地域を指していることは、ほぼ異論のないところであり、ソウルオリンピック主競技場などがある江南に、初期百済の土城遺跡が保存されている。これに関して、稲葉岩吉は「太康六年（285年）鮮卑の慕容氏に襲撃された扶餘の残黨は、長白山の東沃沮に逃げこんだというから、それが轉出して帯方に入ったものが、即ち百済であろう」と指摘している。 帯方とは、後漢末期に楽浪郡から分割された一帯である。

## 家族
- 妻：公孫度の宗女